# Descendants (álbum)
Descendants es el primer álbum de estudio de la banda estadounidense de metalcore Fit for a King. Fue lanzado el 23 de septiembre de 2011 de forma independiente por la banda y producido por Cameron Mizell. 
El álbum fue reeditado el 25 de noviembre de 2013 a través de Solid State Records y producido por Andreas Magnusson. El relanzamiento incluye una nueva lista de canciones, todas compuestas e interpretadas por la banda, incluyendo una nueva portada.

## Lista de canciones
| N.º | Título                                                  | Duración |  |
| 1.  | «Il Diluvio»                                            | 0:28     |  |
| 2.  | «Ancient Waters»                                        | 3:51     |  |
| 3.  | «Buried»                                                | 3:52     |  |
| 4.  | «Parallels» (con Jeremy Gray de Ivoryline)              | 3:19     |  |
| 5.  | «The Architect» (con Matty Mullins de Memphis May Fire) | 3:41     |  |
| 6.  | «Descendants»                                           | 2:21     |  |
| 7.  | «Hollow Eyes»                                           | 3:29     |  |
| 8.  | «The Roots Within»                                      | 2:54     |  |
| 9.  | «The Faint, the Desolate»                               | 2:02     |  |
| 10. | «Messenger, Messenger»                                  | 3:02     |  |
| 11. | «A Love That Transcends Understanding»                  | 3:03     |  |
| 12. | «Unchanging»                                            | 4:58     |  |

| Redux edition |                                                         |          |  |
| N.º           | Título                                                  | Duración |  |
| 1.            | «Il Diluvio»                                            | 0:29     |  |
| 2.            | «Ancient Waters»                                        | 3:55     |  |
| 3.            | «Buried»                                                | 3:55     |  |
| 4.            | «Parallels» (con Jeremy Gray de Ivoryline)              | 3:15     |  |
| 5.            | «The Architect» (con Matty Mullins de Memphis May Fire) | 3:38     |  |
| 6.            | «Descendants»                                           | 2:20     |  |
| 7.            | «Hollow Eyes»                                           | 3:24     |  |
| 8.            | «The Roots Within»                                      | 2:35     |  |
| 9.            | «Messenger, Messenger»                                  | 3:03     |  |
| 10.           | «Transcend»                                             | 4:09     |  |
| 11.           | «Unchanging»                                            | 4:44     |  |
| 12.           | «Keep Me Alive»                                         | 3:36     |  |

## Personal
Fit for a King
- Ryan Kirby – voz gutural
- Bobby Lynge – guitarras, coros
- Justin Hamra – guitarras
- Aaron Decur – bajo
- Jared Easterling – batería, voz aguda

Músicos adicionales
- Jeremy Gray: voz (pista 4).
- Matty Mullins: voz (pista 5).